# Mary Jane Watson
Mary Jane «MJ» Watson es un personaje que aparece en los cómics estadounidenses publicados por Marvel Comics. Fue creada por Stan Lee y John Romita, Sr. e hizo su primera aparición en The Amazing Spider-Man # 25 (junio de 1965). Desde entonces, se ha convertido en el principal interés amoroso de Spider-Man y más tarde en su esposa. Mary Jane es generalmente el interés amoroso más famoso de Peter Parker debido a su larga historia, ya que también está representada en la mayoría de los medios y adaptaciones del personaje.
Su primera aparición en The Amazing Spider-Man #25 fue breve, con una planta que oscurecía su rostro, como parte de un chiste recurrente de larga duración sobre la Tía May que intentaba tenderle una trampa a Peter con la sobrina «buena chica» de su amiga. La primera revelación oficial del rostro de Mary Jane fue un cameo en The Amazing Spider-Man #42 (noviembre de 1966). Diseñada y dibujada por John Romita Sr., su introducción se considera una de las más emblemáticas en la historia del cómic, debido a su desarrollo, su cabello rojo hipervibrante, su belleza y su línea introductoria, «Acéptalo, tigre... ¡Te acabas de sacar la lotería!» (en inglés: «Face it, Tiger... You just hit the jackpot!»). Desde entonces, «Tigre» ha sido el apodo más reconocible que usa para referirse a Peter, tanto en los cómics como en adaptaciones a otros medios. Mary Jane fue el tercer personaje en asumir el manto del superhéroe Jackpot en agosto de 2023.
A lo largo de sus apariciones iniciales, Mary Jane fue escrita como un contraste para el alma gemela inicialmente prevista de Peter, Gwen Stacy, con su personalidad extrovertida y amante de la diversión (una máscara para su problemática vida hogareña) que contrasta con Gwen, quien se parece más a Peter en comportamiento e intelecto. No obstante, tras la muerte de Gwen en el arco narrativo «La noche en que murió Gwen Stacy», la desconsolada Mary Jane se volvió más cariñosa y empática y, finalmente, una de las pocas personas que conocía la identidad secreta de Peter. Esto resultó en que los dos se enamoraran profundamente y finalmente se casaron. A pesar de que su matrimonio se deshizo en la historia «One More Day» debido a las manipulaciones de la línea de tiempo por parte del villano Mefisto, Mary Jane y Peter mantuvieron una estrecha amistad y han tenido relaciones intermitentes desde entonces. Sin que ellos lo sepan, están destinados a tener una hija que pondrá fin al eventual reinado de Mephisto sobre la Tierra, y a quien Mephisto busca borrar de la realidad.
Desde su debut, Mary Jane Watson ha sido descrita como una de las heroínas sin poderes más notables de Marvel, siendo etiquetada como un importante interés amoroso femenino en los cómics. A partir de su memorable aparición, Mary Jane Watson se ha ganado un lugar en las encuestas de cómics a lo largo de los años, lo que la convierte en el personaje sin poderes más popular del universo Marvel y una de los más famosos intereses amorosos en la cultura pop de superhéroes. Kirsten Dunst la interpretó en los tres largometrajes de Spider-Man dirigidos por Sam Raimi (2002-2007) y Zoë Kravitz le prestó su voz en la película animada de 2018 Spider-Man: un nuevo universo, mientras que Nicole Delaney y Melissa Sturm expresaron otras versiones del personaje en su secuela de 2023,Spider-Man: Across the Spider-Verse.

## Historial de publicaciones
Mary Jane Watson, se menciona por primera vez en The Amazing Spider-Man # 15 (agosto de 1964), y se usa inicialmente como una broma corriente de la serie, ya que la Tía May de Peter Parker intenta repetidamente poner a su sobrino dispuesto en una cita con ella. Parker (también conocido como Spider-Man) constantemente sale de su encuentro con Mary Jane quien, aparte de una breve aparición en el # 25 (junio de 1965) con el rostro oscurecido, nunca se ve hasta The Amazing Spider-Man # 42 (noviembre de 1966). Peter David escribió en 2010 que el artista John Romita, Sr. "hizo la declaración definitiva de su llegada sacando a Mary Jane de detrás de la planta en macetas de gran tamaño que bloqueó la vista de los lectores de su rostro en el número 25 y colocándola en el panel en lo que instantáneamente se convertiría en un momento icónico". Romita ha declarado que al diseñar a Mary Jane, "usó a Ann Margret de la película Bye Bye Birdie como guía, utilizando su colorido, la forma de su rostro, su pelo rojo y sus faldas cortas ajustadas".
Según el cocreador Stan Lee, él y Romita tenían la intención de que Gwen Stacy fuera el verdadero amor de Spider-Man y presentaron a Mary Jane "solo por diversión", pero que "de alguna manera, Mary Jane parecía tener toda la personalidad, y ¡de la misma manera en que tratamos de hacer a Gwen más atractiva, no pudimos! Nosotros mismos, sentimos que Mary Jane terminó siendo no solo más atractiva sino también más divertida e interesante, y finalmente decidimos dejar que Peter terminara con ella, pero era ... ¡como si los personajes se hubieran apoderado! Los nombres "Mary Jane" y "MJ" también son términos comunes de la jerga para la marihuana. Cuando se le preguntó acerca de esto, Stan Lee afirmó que era pura coincidencia, que no sabía nada de drogas y nunca había probado la marihuana.
Gerry Conway sucedió a Stan Lee como escritor de The Amazing Spider-Man en 1972. Conway empujó a Mary Jane a la vanguardia del elenco, y le hizo un gran interés amoroso por Peter Parker. Como Lee, Conway encontró a Mary Jane más atractiva que Gwen: "[Mary Jane] no había perdido la ventaja que la convertía en un personaje interesante. Gwen no tenía ninguna ventaja. Era una buena persona. No creo que tuviera un hueso malo en su cuerpo, y no era probable que hiciera algo que probablemente arruinaría las cosas para Peter, por una sensación equivocada de autoengrandecimiento, que Mary Jane era bastante capaz de hacer. - lo que la hace un personaje mucho más interesante".
En 1987, su personaje estuvo casada con Spider-Man en The Amazing Spider-Man Annual # 21. Como consecuencia, la escritora JM DeMatteis hizo de Mary Jane y su matrimonio con Spider-Man uno de los temas centrales de la aclamada "La última cacería de Kraven", publicada el mismo año de la boda. DeMatteis comentó que "La última cacería de Kraven" tiene mucha oscuridad, pero la historia trata principalmente de Peter y su viaje hacia la luz y el poder del simple amor humano. La razón por la que Peter se da cuenta es porque tiene a Mary Jane en su vida, y esa es su salvación.
El editor en jefe de Marvel Joe Quesada dijo que siente que el matrimonio envejece a los personajes, haciéndolos menos atractivos para los lectores jóvenes, y disminuye las posibilidades dramáticas de "telenovela", pero también afirmó que "divorciarse o enviudar, o anular el matrimonio ... solo sería peor". También ha señalado que el matrimonio en sí fue mandatorio editorial; Stan Lee decidió casarse con los personajes en su tira diaria de periódico y, a pesar de que los dos ni siquiera estaban saliendo en ese momento en la serie de cómics, se decidió casarlos también en el Universo Marvel regular. En 2007, Quesada presidió el controvertido "One More Day", historia que también dibujó, en la que el matrimonio de Peter y Mary Jane se borra de la historia y la memoria de todos por el demonio Mephisto. Quesada afirma que es un ávido admirador de la relación de Peter y MJ, y en varias entrevistas ha afirmado que el alterno El universo MC2, en el que Peter y Mary Jane están felizmente casados, es una "progresión natural" de los personajes.
El borrado del matrimonio de Peter y Mary Jane fue adoptado inicialmente también en la tira de periódico, pero debido a la reacción negativa del lector, Lee reveló que era un mal sueño. Mary Jane sigue siendo la esposa de Spider-Man en la continuidad de la tira de periódico.

## Biografía ficticia

### Primera aparición
Mary Jane es representada como una pelirroja extremadamente bella y de ojos verdes, y ha sido el principal interés romántico de Peter Parker durante los últimos veinte años, aunque inicialmente compitió con otras por su afecto, principalmente con Gwen Stacy y la Gata Negra. Los primeros años relativamente desconocidos de Mary Jane finalmente se exploró en The Amazing Spider-Man # 259.
Los primeros números de The Amazing Spider-Man mostraban una broma sobre Peter eludiendo los intentos de su Tía May de prepararlo con "esa linda chica Watson de al lado", a quien Peter aún no había conocido y asumió que no sería su tipo, ya que a su tía le gustaba (en la novela gráfica de Parallel Lives, se muestra un escenario idéntico entre Mary Jane y su tía Anna). Mary Jane hizo su primera aparición en The Amazing Spider-Man # 25 (junio de 1965), aunque su rostro estaba oscurecido. No es hasta The Amazing Spider-Man# 42 (noviembre de 1966) que su cara se ve realmente. En ese número, en la última página, Peter finalmente se encuentra con ella, y él queda asombrado por su belleza incluso mientras habla la famosa frase: "Acéptalo, Tigre... ¡Te acaba de tocar la LOTERIA!"
Peter comienza a salir con ella para gran disgusto de Gwen Stacy. Sin embargo, con el tiempo se irritan entre sí y, posteriormente, Peter decide salir con Gwen. Mary Jane, que se convierte en el interés amoroso de Harry Osborn al ser su novia, pero sigue siendo una amiga cercana de Peter y Gwen.
A pesar de su disfrute de la vida, sus amistades, pareja, Mary Jane se niega a estar atada por mucho tiempo. Cuando su relación con Harry Osborn llega a su fin, que tiene un impacto significativo sobre Harry, conduciéndolo a una sobredosis de drogas. Esto a su vez crea un efecto búmeran, llevando a su padre Norman Osborn al borde de la locura, provocando la restauración de su recuerdos como el Duende Verde.
Después del asesinato de Gwen a manos del Duende Verde en The Amazing Spider-Man # 121, Mary Jane intenta reconfortar a Peter, que se encuentra perturbado por la pérdida de Gwen Stacy. Con rabia, Peter enfrenta a M.J., recriminándole su actitud frívola y despreocupada. Pone en duda su capacidad para cuidar siempre de gente como él y Gwen, y afirma "No te arrepentirás si su propia madre muriera", sin saber que su madre había muerto en realidad. A Mary Jane le duelen los comentarios de Peter. Intenta salir de la habitación, pero vacila mientras se acerca a la puerta, y en última instancia decide quedarse con él. Esto sirvió como un punto de inflexión en su relación, y en los siguientes dos años, Peter y ella se convierten en amigos muy cercanos. Con el tiempo, al darse cuenta de los sentimientos que comparten el uno por el otro, deciden llevar su relación al siguiente nivel, teniendo relaciones sexuales en el proceso. Pasan algunos obstáculos iniciales, como el temperamento de M.J. y Peter siempre corriendo por culpa de ser Spider-Man.
A pesar de ser la amante de Peter, M.J. no desea estar atada, y cuando se permite que la relación progrese demasiado lejos, ella se queda con una decisión difícil cuando Peter le propone matrimonio. Después de tomar un breve periodo de tiempo a considerar, ella lo rechaza. Tras una serie de experiencias traumáticas que implican las ausencias de Peter y su alter ego disfrazado, poner en peligro a su tía May, M.J. espiritualmente agotada deja Nueva York durante varios meses. Mientras tanto, Peter sale con otras mujeres, especialmente con Felicia Hardy.
M.J. regresa eventualmente, su comportamiento muestra un cambio notable abandonando su fachada falsa. Tras un ataque a Peter por el Puma, se descompone y admite su conocimiento de la identidad secreta de Peter en The Amazing Spider-Man # 257. Después de aprender de su propia historia familiar en The Amazing Spider-Man # 259, Peter encuentra un nuevo respeto por ella y comienza a comprenderla verdaderamente. M.J. deja claro a Peter que el conocimiento de su identidad no cambia nada acerca de sus sentimientos, y que ella sólo lo quiere como un amigo.
A pesar de la one-shot novela gráfica " Vidas paralelas " y Cuentos no contados de Spider-Man # 16 revelando que Mary Jane descubrió el secreto de Peter cuando se dio cuenta de que es Spider-Man saliendo de la ventana de la habitación de Peter, muchos cómics publicados antes de esta revelación afirmado que tenía simplemente "descubierto", con los detalles de cómo y cuando se deja ambigua para el lector.
Después de otro periodo de reconsiderar sus prioridades en la vida, Peter contempla dejar de lado el traje de Spider-Man, con Mary Jane apoyando la decisión, pero su relación con Felicia Hardy pronto vuelve a resurgir. Sintiendos perdido y culpable, Peter visita a Mary Jane y se disculpa con un torpe beso antes de ir a Berlín con Ned Leeds.
Tras el asesinato de Ned Leeds a manos del Extranjero, un cambiado y amargo Peter vuelve a Nueva York, donde su falta de dirección en la vida se ve perjudicada cuando Ned se embarca como el Hobgoblin, y Felicia elige dejar a Peter detrás, como se está atada al extranjero. Mary Jane vuelve con Peter, presumiblemente para arreglar las cosas, pero Peter la sorprende con una segunda petición de mano, que M.J. rechaza nuevamente. Ella regresa con su familia para pagar las deudas antiguas con su padre, con Peter detrás de ella. Después de ayudar a su hermana en la que tiene su padre torcido detenido, y ayudar a Peter contra un Spider-Slayer, Mary Jane tiene una epifanía sobre el matrimonio, y se compromete a convertirse en la esposa de Peter.

### Matrimonio
A pesar de la preocupación mutua de Peter y Mary Jane de que se casaran demasiado pronto, la preocupación de Peter por su seguridad y su falta de voluntad para renunciar a su estilo de vida de "chica fiestera", se casan. Ella agrega el apellido de Peter al suyo, convirtiéndola en Mary Jane Watson-Parker. Spider-Man usa su disfraz negro en esta época, pero después de que Mary Jane se asusta por un acecho de Venom, ella lo convence de que vuelva a usar su viejo disfraz.
Mary Jane sigue modelando después de su matrimonio, pero es acosada por su rico propietario, Jonathan Caesar. Cuando ella rechaza sus avances, él la secuestra, pero ella logra escapar. Mientras Caesar es brevemente encarcelado, usa sus poderosas conexiones comerciales dentro de la ciudad y la pone en la lista negra como modelo. Ella consigue un papel en la telenovela "Hospital Secreto", pero no está contenta con la personalidad amedrentada y mezquina de su personaje. Además de eso, Caesar, quien ha salido de la cárcel y todavía está obsesionado con Mary Jane, trama secuestrarla nuevamente, esta vez con la intención de llevársela a una isla privada que posee en el Caribe. Después de atraer a Mary Jane a un estudio abandonado y amenazarla con matarla, Caesar se enfrenta al oficial Goldman, un policía asignado al caso original de Mary Jane. Goldman mata a Caesar, salvando la vida de Mary Jane. Aunque ella consigue que su jefe ajuste la personalidad de su personaje, una fan trastornada intenta matar a Mary Jane por odio a las acciones de su personaje de la telenovela. Mary Jane renuncia a su trabajo por miedo a su propia seguridad y regresa al modelaje. Esto, junto con el papel de Peter como Spider-Man, desencadena una división creciente. Ella coquetea brevemente con el actor Jason Jerome, quien trata de tentarla a una aventura secreta, besándola dos veces. Ella se resiste por su fidelidad a Peter, pero sus débiles desaires no logran convencer a Jerome, y se da cuenta de que ella se siente atraída por él a pesar suyo. Sin embargo, finalmente se da cuenta de que su anhelo de romance puede ser llenado por su marido con la misma facilidad que una relación extramatrimonial, y ella deliberadamente rechaza los avances de Jerome mientras reprende su comportamiento.
Debido a este estrés y al aparente regreso de los padres de su esposo, Mary Jane comienza a fumar (un hábito que había dejado en la escuela secundaria), lo que aumentaba la tensión entre ella y Peter. Peter finalmente la convence de que deje de fumar cuando la engaña para que visite a Nick Katzenberg que sufre mucho de cáncer de pulmón. Cuando se descubre que sus padres son falsos, Peter no puede lidiar con el conocimiento y desaparece por un tiempo. Mary Jane visita a su hermana Gayle y a su padre por primera vez en años, y finalmente se reconcilia con ellos. Mientras tanto, Peter supera sus problemas por su cuenta. Cuando ella y Peter se reúnen, ambos están más felices de lo que habían estado en mucho tiempo.

### Embarazo
Durante la historia de "Clone Saga" de 1994-96, aparece el clon de Peter, Ben Reilly. Mary Jane descubre que está embarazada. Si bien ella experimenta algunas complicaciones en su embarazo, la amiga científica de Reilly, Seward Trainer la ayuda. Peter y Ben le dicen a Entrenador que Ben es el verdadero Peter Parker, y Peter es el clon. Después de realizar los exámenes ellos mismos (pruebas que Seward manipuló) confirman la historia de Seward. Un Peter incrédulo, mientras discute con Ben, golpea accidentalmente a Mary Jane. Después de esto, decide dejarlo como Spider-Man, porque el estrés de su doble vida pone en peligro a su esposa y a su hijo por nacer. Peter, actuando bajo la sugerencia hipnótica del Chacal, intenta matar a Mary Jane, pero es prevenido por Ben Reilly (como la Araña Escarlata), sus compañeros de equipo los Nuevos Guerreros y Kaine. Más tarde, Peter y Mary Jane salen de Nueva York y se mudan a Portland, Oregón. Viven allí pacíficamente durante varios meses, adaptándose felizmente a la vida normal después de que un accidente causa un daño sutil a la estructura genética de Peter que interrumpe su capacidad de usar sus poderes. Sin embargo, extrañan a la ciudad de Nueva York y a sus amigos, y retroceden, una extraña enfermedad que culmina en la restauración de los poderes de Peter. Durante la crisis de Onslaught, Mary Jane es escaneada por un robot Centinela, que detecta anormalidades genéticas en su feto.
Poco después, cuando el bebé de Mary Jane ya ha nacido, ella es envenenada por Alison Mongrain, una agente del Duende Verde. El bebé de Mary Jane nació muerto. Combinado con la muerte de Ben en una batalla con el renacido Norman Osborn y la revelación de que las pruebas que identificaban a Peter como el clon fueron amañadas como parte del plan de Osborn para romper el espíritu de Peter, Peter vuelve al papel de Spider-Man.

### Problemas maritales
Mary Jane regresa a la universidad para especializarse en psicología, pero el estrés de las continuas manipulaciones de Norman Osborn le pasa factura. Después del incidente de la Reunión de los Cinco y el regreso de la tía May, Mary Jane le ruega a Peter que deje de ser Spider-Man.
Él está feliz de hacerlo durante varios meses, pero pronto siente el tirón de su gran poder y gran responsabilidad de ser un héroe. Mientras tanto, a Mary Jane se le ofrece un nuevo contrato de modelaje y alcanza nuevas alturas de éxito. Peter se convierte en Spider-Man nuevamente detrás de Mary Jane, lo que pone presión sobre su matrimonio. Al mismo tiempo, ella comienza a recibir llamadas lascivas y amenazantes de un acosador anónimo. Mary Jane vuela por Estados Unidos cuando su avión explota en el aire en Amazing Spider-Man (Vol. 2) # 13 (enero de 2000). Peter se sorprende y entra en profunda negación por su muerte. A pesar de que está establecido con varias otras mujeres, y sus amigos lo animan a seguir adelante, él cree que ella todavía está viva. Su misterioso acosador, un mutante telepático sin nombre, se ha conectado telepáticamente a Peter de alguna manera, y quiere hacerse cargo de su vida. Él secuestró a Mary Jane como parte de su plan y la mantuvo como rehén durante varios meses. El acosador se mata después de haber recogido suficiente personalidad y moralidad de Peter para descubrir que había hecho cosas terribles. Peter y Mary Jane se reúnen en Peter Parker: Spider-Man # 29 (junio de 2001).
El estrés de su cautiverio aleja a Mary Jane. Se muda a Los Ángeles y se sumerge en la actuación, protagonizando el amor enamorado en la película Lobster-Man. Aunque extraña a Peter después de que él no la encuentra en una visita de regreso a Nueva York, ella se niega a hablar con él; La tía May consigue que Peter la visite en Los Ángeles, sin embargo, los dos permanecen separados. El encuentro de Peter con el sobrenatural Spider-Wasp, Shathra finalmente los lleva a volar a Nueva York y Los Ángeles para verse. A pesar de haberse perdido en sus respectivas casas, se encuentran en un aeropuerto en Denver, Colorado, donde se reconcilian después de un breve encuentro con el Doctor Doom y los terroristas Latverianos.

### Civil War
Durante los eventos de la historia de Civil War 2006-2007, cuando el apartamento de Peter y Mary Jane y la casa de la tía May son incendiados por Charlie Weiderman, y Spider-Man se une a los Nuevos Vengadores, Mary Jane y la tía May lo acompañan a vivir en la Torre Stark. Mary Jane inmediatamente se siente como en casa con los Nuevos Vengadores y está feliz de finalmente formar parte del mundo de Spider-Man.
Los eventos de Civil War obligaron a Peter a organizar una transferencia secreta de Mary Jane fuera de la Mansión Stark, sintiendo que con la pérdida de su identidad secreta y sus dudas sobre las ideas de Tony Stark, Mary Jane se había convertido en rehén en una casa de lujo. Ahora residía en un motel barato y toda su vida se había visto afectada, desde sus crecientes dificultades para encontrar un nuevo trabajo como actriz hasta que era un blanco fácil y una presa, junto con la tía May, para los enemigos superpoderosos de Spider-Man.
Peter, Mary Jane y la tía May son blanco de un asesino que trabaja para el viejo enemigo de Spider-Man, Kingpin. Cuando Peter regresa al escondite del motel de la familia Parker, el asesino apunta a Peter y dispara, pero golpea a la tía May. Peter y M.J se esfuerzan por salvar la vida de la tía May, llevándola de hospital en hospital mientras intentan mantener su frágil cubierta de anonimato. Al tratar de mantener a May viva y escondido de los enemigos de Spider-Man, se convierten en fugitivos huyendo.

### "One More Day"
Durante la historia de 2007 "One More Day", Peter se ve obligado a decidir si aceptará la oferta de Mephisto para salvar a la tía May a cambio de borrar el conocimiento y la memoria de la vida de Peter y M.J como marido y mujer frente a la realidad, lo que dejaría solo una parte subconsciente de sus almas para recordar, lo que permitiría a Mephisto deleitarse con el dolor exhibido por esos vestigios de la eternidad.
M.J acepta la oferta de Mephisto, pero solo con la advertencia de que Mephisto promete restaurar la identidad secreta de Spider-Man. Ella también le pide que le devuelva la vida tal como era y que tenga la oportunidad de ser feliz. Mephisto acepta estos términos, y en la línea de tiempo revisada, que comienza al final de The Amazing Spider-Man # 545, y se explica con más detalle en los siguientes números, MJ y Peter nunca se casaron, sino que "dataron en serio por años".
Según las entrevistas realizadas con el entonces editor en jefe de Marvel, Joe Quesada, cada historia anterior a esta historia sigue siendo canon (esto se contradiría más tarde ya que los eventos de historias posteriores implican que MJ nunca se quedó embarazada). Quesada también afirmó que se produjo una brecha de duración indefinida entre las páginas en "One More Day", durante el cual la pareja se separó. Al final de ese período, M.J se mudó a California para convertirse en actriz, pero continúa visitando Nueva York de vez en cuando. En el epílogo de "One More Day", asiste a una fiesta de "regreso a casa" celebrada por Harry Osborn durante una de esas visitas, y Peter pudo verla antes de irse.

### Nueva vida
Al final de The Amazing Spider-Man # 560, como parte de la historia de "Brand New Day", Mary Jane hace su regreso como la novia del actor Bobby Carr. En The Amazing Spider-Man # 561, se ve a Mary Jane meterse en la cama con Carr, y luego es atacada por Paperdoll. Oculta en la sala de pánico, Mary Jane observa una batalla entre Spider-Man y Paperdoll, y se comunica con Spider-Man por el intercomunicador. Mary Jane dice que ella y Spider-Man formaron un gran equipo "en otra vida" y, con añoranza, toca una pantalla de monitor que muestra su rostro, insinuando que todavía tiene sentimientos fuertes y lo extraña.
Peter no se entera de que Mary Jane es la novia de Carr ni que ella era la voz en el intercomunicador. Se ve a Mary Jane al concluir el tema que contempla una llamada telefónica a Peter, pero duda en hacerlo. Sara Ehret, una asociada de Jackpot, le pide un autógrafo. Mary Jane le dice que no sabe cuándo volverá a Nueva York. Dejó un mensaje en la máquina de Peter, pero se cortó antes de que pudiera decir nada.
Mary Jane ha estado viviendo en la costa oeste en busca de su carrera como actriz. Ella regresa a Nueva York después de que se descubriera que Carr estaba tomando Hormona de Crecimiento Mutante para un papel de película, suministrado por Conejo Blanco. Carr se queja de que ahora ella les contaría todo sobre su consumo de drogas. Su superficialidad hace que M.J se aleje de él y tome un trabajo de televisión, que la lleva de regreso a Nueva York.
Mary Jane y Peter acuerdan reunirse el uno con el otro. Peter no recuerda cuándo o dónde, ya que había estado borracho, y se retrasa aún más debido a sus actividades como Spider-Man. MJ también estaba borracho (mientras esperaba que Peter reuniera su coraje para hablar con ella) y mientras recuerda su reunión, se ha quedado dormida. Emitió 605 flashbacks a Mary Jane recordando una pelea con Peter mientras él estaba vestido como Spider-Man, donde dijo que no le importaba dónde estaba y que tenía una responsabilidad con su relación. Peter comienza a explicar sobre su Tío Ben, pero Mary Jane lo interrumpe y le dice que no puede dejar que un solo momento defina su vida.
En la historia de 2010 "One Moment in Time", se revela que Mary Jane le susurró a Mephisto que Peter no estaría de acuerdo con el trato a menos que Mary Jane le diga que lo haga, y que Mephisto dejará solo a Peter cuando se haga el trato. Mephisto responde: "De acuerdo, en lo que a mí respecta, esto nunca sucedió". En la actualidad, MJ aparece en la puerta de Peter. Hablan de cómo han estado actuando el uno hacia el otro últimamente y ambos están de acuerdo en que quieren ser amigos. Recuerdan cómo Peter se perdió lo que se suponía que sería el día de su boda debido a sus actividades como Spider-Man, lo que lleva a MJ a exigirle que se retire de la lucha contra el crimen. Su negativa a hacerlo le convenció a MJ de que no deben seguir estando casados, ya que cualquier niño que pudieran tener estaría en peligro por ser un superhéroe.
Mary Jane va a ver a Anna Watson, justo a tiempo para detener a un sicario, que la persigue. Spider-Man salva a Mary Jane y despacha al sicario. Spider-Man trae a Mary Jane herida al Doctor Strange, quien realiza un hechizo de curación sobre ella. Peter insiste en que el Doctor Strange debería hacer que la gente olvide que él es Spider-Man. Peter entra en un caparazón protector para protegerse de los cambios. En el último momento, salta del escudo y atrae a Mary Jane con él para que ella tampoco lo olvide. De vuelta en el presente, Mary Jane explica que, aunque todavía lo ama, no es lo suficientemente fuerte como para estar a su lado. Ella le dice que tiene que seguir y encontrar a alguien que pueda estar con él.
Peter pronto comienza una nueva relación con Carlie Cooper. Aunque inicialmente celoso, MJ decide respetar su relación y alienta a Peter a revelarle su identidad secreta.

### Isla Araña y Hasta el Fin del Mundo
Durante la historia de "Isla Araña", gran parte de la ciudad de Nueva York se infecta con un virus que le da a sus habitantes las habilidades de Peter como araña. MJ se encuentra atrapada en una serie de disturbios en toda la ciudad. Salvada por la Intermedia Fundación Futura, MJ localiza más tarde a Peter y Carlie, a este último también se le han concedido poderes araña. M.J alienta a Peter a usar su disfraz civil al mostrar sus poderes y unir a la ciudad contra el caos. Más tarde alcanzaría poderes de araña y acudir en ayuda de ciudadanos indefensos, su contacto prolongado con Peter durante su relación le otorgaba un grado de inmunidad que la protegía de los efectos colaterales mutantes de la transformación. Peter cura con éxito todo Nueva York.
En la historia de 2012, "Hasta el Fin del Mundo", Mary Jane compra un club nocturno.

### Muriendo un Deseo y The Superior Spider-Man
Mary Jane permanece en el papel de mejor amiga y confidente de Peter hasta que comienza a interesarse por ella románticamente otra vez. Comienzan a salir de nuevo. Desconocido para MJ, Peter ha cambiado de opinión por Otto Octavius. El verdadero Peter Parker, atrapado en el cuerpo agonizante de su rival, sale de la prisión e intenta volver atrás, solo para que su cuerpo eventualmente lo libere antes de que pueda completar el procedimiento. Como último recurso, Peter descarga todos sus recuerdos y experiencias en la mente de Octavius, convenciendo a su enemigo para que desarrolle cierto sentido de responsabilidad. Octavius, como Peter, sigue saliendo con Mary Jane después de esto, pero ella comienza a notar los rasgos de carácter distintivamente diferentes que muestra, como una gran ingesta de alcohol y su comportamiento grosero hacia sus seres queridos.
Octavius intenta hacerse más íntimo con ella y hace varios avances, solo para ser rechazado cada vez. En la desesperación y la frustración, Octavius revive los recuerdos de Peter con MJ, lo que enfurece a Peter. Después de que uno de los Spider-Bots de Octavius detecta a Mary Jane en problemas y la salva de la banda Buitre, Mary Jane se mueve para besarlo, pero Octavius, que ahora ha desarrollado sentimientos genuinos por ella, la rechaza y termina con ella, aunque jurando continuar protegiéndola.
La mente de Peter regresa a su cuerpo e informa a Mary Jane que fue la mente de Octavius quien controló el cuerpo de Peter durante los últimos meses. Mary Jane le dice que sabe que las acciones de Octavius no fueron culpa de Peter, pero que no puede dejar que su vida dual la afecte más. Ella reconoce y admira las elecciones que Peter ha hecho en su vida, pero ahora quiere construir su propia vida, sobre todo gracias a los éxitos que ha disfrutado con su club nocturno y su nueva relación con Ollie.

### All-New, All-Different Marvel
Como parte del evento All-New, All-Different Marvel, Mary Jane Watson se encuentra en Chicago, Illinois, presentando la apertura de su nuevo Jackpot de discoteca. Mary Jane había abierto esta discoteca después de que M.J fuera destruida durante una batalla de superhéroes. Cuando un Belhilio es asesinado rápidamente por una explosión de energía de Madame Máscara, la gente comienza a huir cuando Iron Man y Doctor Doom llegan para enfrentarla. Con la ayuda de Mary Jane, Máscara es arrestada, pero durante la pelea el club nocturno queda irrevocablemente dañado. Tres días después, Iron Man se acerca a Mary Jane Watson en Grant Park mientras ella está de luto por la pérdida de su club y le ofrece un trabajo para él. Mary Jane más tarde espera a Tony Stark en la Torre Stark, pero su audición se interrumpe por Viernes, quien les dice que falta War Machine. Antes de que Tony se convierta en Iron Man y vuela a Tokio, Mary Jane le da a Tony el número de emergencia de Peter Parker. Se revela que Mary Jane rechazó la oferta de Tony Stark debido a sentirse incómodo alrededor de Viernes. Sin embargo, Tony envía a viernes para suplicarle a Mary Jane que lo ayude a impedir que la junta directiva se apodere de su compañía mientras él está en una misión. Mary Jane le dice a la Junta Directiva que ella es la nueva administradora ejecutiva, y ella y Viernes convencen a la junta de que la compañía está en buenas manos.
En la serie Amazing Spider-Man, se revela que finalmente ha aceptado la oferta de empleo de Tony cuando ella y Tony asisten a un evento de la industria de Parker, lo que hace que Peter se sienta incómodo. Más tarde, ella se pone al día con Betty Brant y Harry Osborn, y los tres descubren que el empresario Augustus Roman es en realidad el poderoso conocido como Regent que está encarcelando a héroes y villanos para aumentar su propia fuerza. Spider-Man y Iron Man intentan detener a Regent, pero son derrotados debido al poder abrumador de Regent. Con pocas opciones disponibles, Mary Jane se pone la armadura de Peter, Araña de Hierro y usa su experiencia en el traje de Iron Man y sus breves poderes de araña en Spider-Island para ayudar a Peter y Tony en la lucha contra Regent. Durante la pelea, Mary Jane y Tony distraen a Regent el tiempo suficiente para que Peter, Harry y Miles Morales liberen al resto de los prisioneros. La actitud de Mary Jane hacia Peter durante su tiempo con él le recuerda a Peter que no deje que su trabajo tenga prioridad sobre sus seres queridos. Spider-Man le advierte a Tony que no deje a Mary Jane por sentado, ya que Peter no se dio cuenta de que había perdido a Mary Jane hasta después de que ella se mudó.
Después de "Civil War II", Tony entró en estado de coma y su cuerpo desapareció debido a sus propias maquinaciones encubiertas. Mary Jane junto con Riri Williams y Amanda Armstrong fueron a buscarlo, y no fue hasta F.R.I.D.A.Y. hizo un análisis calculado de que el A.I. Un duplicado de Tony sabría exactamente dónde encontrarlo. Sin embargo, Tony complicaba continuamente la búsqueda enviándolos a otros lugares, creyendo que necesitaba su privacidad hasta que finalmente estuviera listo.
Después de que la compañía de Peter quebró durante la historia de "Secret Empire" y él consiguió una nueva carrera como editor científico del Daily Bugle, Mary Jane comenzó a apoyar más a Peter para que su vida volviera a encarrilarse. Después de una demostración de Alchemax menos que estelar, Mary Jane y Peter comenzaron a tener una relación más romántica, pero como Peter todavía usaba su traje de Spider-Man, Mary Jane estaba en conflicto: quería que Peter dejara de ser Spider-Man, pero la gente realmente contaba con él y ella no quería ser quien hiciera eso. Ella hace que Peter salga de su apartamento como Spider-Man, por lo que si alguien lo ve, pensará que estaba hablando con él porque conoce a Stark.
Después de que Norman Osborn se convierte en el Duende Rojo, MJ recibió una advertencia de Peter y ajustó las defensas de la Torre Stark contra un intruso Simbionte. Sin embargo, debido a que Venom llegó antes que el Duende Rojo, las defensas solo dañaron a Venom y no tuvieron ningún efecto sobre el Duende Rojo. Sobreviviendo con heridas leves después de una breve escaramuza, MJ instó a Peter a absorber el Simbionte Venom, lo que le daría la ventaja para detener a su archienemigo. Ella, junto con otros atacados por el Duende Rojo, fueron curados de sus picos de Carnage por Flash Thompson con el simbionte Anti-Venom.

### Fresh Start
Como parte del evento de relanzamiento de Fresh Start, la vida personal de Peter sufrió serios golpes tanto en su vida civil como en su vida heroica: se determinó que su doctorado estaba basado en un trabajo plagiado (debido a que recibió el doctorado cuando el Doctor Octopus controlaba su cuerpo y el científico usó su propio trabajo), lo que llevó a que lo despidieran del Bugle, mientras que Kingpin intentaba separar a Spider-Man de otros héroes convirtiéndolo en el único justiciero que aceptaría en la nueva Nueva York anti-vigilante. Sin embargo, su vida personal mejoró cuando comenzó a reconectarse con Mary Jane con más regularidad y hablaron sobre eventos recientes. Finalmente, Peter le dijo a Mary Jane que la necesitaba en su vida una vez más, lo que llevó a Mary Jane a decidir "comenzar de nuevo" y reanudar su relación con él una vez más.
Mientras ella y Peter reanudan sus citas, Carlie Cooper que regresa anima a Mary Jane a unirse a una unidad de apoyo especial para asociados, amigos y socios de superhéroes dirigida por Jarvis llamada The Look Ups.Vacilante al principio, Mary Jane finalmente comparte con el grupo sus sentimientos por Peter, la pérdida de su trabajo en Industrias Stark y sus ansiedades y dudas ocasionales sobre su importancia para él. Luego, Jarvis felicita a Mary Jane y le dice que es indispensable. MJ le hace saber esto a Peter cuando pasan la noche juntos poco después de la batalla de Peter con el Gremio de Ladrones. Peter le admite a Mary Jane que le reveló su identidad secreta una vez más a Felicia Hardy, pero Mary Jane le dice que no siente envidia de esto y lo comprende.
Después del regreso de Peter como estudiante universitario, Mary Jane se unió a él para una cena con la familia Connors, mientras Peter y Curt discutían la oferta de trabajo de Peter como asistente de maestro de Curt. Si bien Peter se mostró reacio a aceptar la oferta, Mary Jane intentó argumentar que él la aceptara, ya que la oportunidad podría ayudarlo a seguir adelante.Mientras Peter está enfermo por fiebre, Mary Jane intenta cuidarlo, pero él corre de cabeza hacia el peligro cuando Taskmaster y Black Ant capturaron al hijo de Curt Connors, Billy, y ella espera preocupada a Peter mientras él se marcha.Mientras espera, intenta aliviar su ansiedad sin darse cuenta de que una entidad desconocida (Kindred) la está acechando para llegar hasta Peter; pero Kindred no la lastima y la ve como una inocente. Después de despertarse, tropezó con la ropa caída de Peter y rompió una ventana, y mientras se estaba limpiando, Peter regresó con su traje negro (cortesía de Kraven el Cazador) presa del pánico, creyendo que algo terrible le había sucedido, pero Mary Jane aseguró él que ella estaba a salvo.
Mientras asiste a una obra de teatro con Carlie Cooper (Peter se pierde la fecha prevista mientras intenta encontrar al desaparecido Curt Connors), Mary Jane se ve involucrada sin saberlo en un ataque del nuevo Electro, quien toma como rehén a la actriz principal e intenta rescatarla en línea. solo para cambiar de planes debido a la baja respuesta para saber cuántas personas pagarían para matarla. Después de que Carlie causa una distracción, Mary Jane puede cambiar de lugar con la actriz y engañar a Electro para que caiga en una trampa que noquea al villano. La posterior popularidad del discurso de Mary Jane despierta un nuevo interés público en su antigua carrera como actriz, hasta el punto de que su antiguo agente la llama para proponerle nuevas ofertas.
Mary Jane acepta una de estas nuevas ofertas y, con el aliento y apoyo de Peter, se va a pasar dos meses a Hollywood para filmar una nueva película. Peter esperaba acompañar a Mary Jane al aeropuerto, pero se vio obligado a cancelar esos planes para ayudar a su hermana Teresa Parker. Cuando concluyó la misión de Peter, MJ se había marchado. Los dos tendrían una conversación telefónica más tarde esa noche, donde Mary Jane le aseguró a Peter que entendía por qué no podía llevarla al aeropuerto y le brinda todo su amor. Se revela que Peter tenía la intención de proponerle matrimonio a Mary Jane nuevamente si hubiera podido despedirla.
Poco después de que comenzara la filmación, Mary Jane descubrió el disfraz de Mysterio como productor de la película, quien le juró que se suponía que este proyecto sería una descripción auténtica de su vida.Al principio, a regañadientes, Mary Jane cooperó con él cuando los Seis Salvajes comenzaron a atacar el proyecto después de que Vulture se sintiera ofendido por el uso "no autorizado" de su persona en la trama.Durante una aparición en un programa de entrevistas, Mary Jane fue testigo de cómo un siniestro individuo enmascarado cometía un asesinato y fue puesta bajo protección de testigos.
Durante la historia de "Last Remains", Mary Jane finalmente regresó a Nueva Yorken medio del caos infligido por los aliados de Peter, la Orden de la Red, que había sido poseída por Kindred. Mary Jane queda atrapada en una colisión frontal pero sobrevive y es rescatada por Norman Osborn. Norman la lleva de regreso a Ravencroft, donde le revela que ahora es un hombre cambiado, limpio de sus pecados, y que Kindred es su hijo Harry Osborn.Mary Jane acepta ayudar a Norman a llegar a Harry y la llevan a la guarida de Kindred, donde descubre que Peter y la Orden de la Red ahora están cautivos. Harry tortura a Peter, exigiéndole que confiese algo, pero MJ le dice a Harry que Peter no recuerda el pecado exacto. Ella le dice a Harry que se culpa por su espiral descendente y se ofrece a sacrificarse. Norman ataca repentinamente y aparentemente derriba a Mary Jane con una bomba de calabaza, lo que enfurece a Harry.Peter, presa del pánico, visita a Mary Jane, pero ella le asegura que la bomba es de fogueo y que todo esto es parte del plan. Kindred finalmente es capturado por la alianza de Norman y Wilson Fisk.
Mary Jane decide permanecer en Nueva York y ayudar a Peter a lidiar con las consecuencias del ataque de Kindred. Ella lo lleva al antiguo teatro donde tuvo su gran oportunidad y lo anima a utilizar el arte escénico para desahogar sus frustraciones. Peter lo hace y finalmente se derrumba, MJ lo consuela. Después de que Peter se dirige a asistir a clases en la ESU, Mary Jane descubre que Mysterio estaba escuchando a escondidas. Mysterio le pregunta a Mary Jane si alguna vez le contará a su novio sobre su acuerdo de trabajo, MJ le dice que Peter ya tiene suficientes preocupaciones y le pregunta a Mysterio sobre Kindred, sospechando que sabe la verdad, pero Mysterio no se compromete a dar una respuesta.
Durante la historia de "Sinister War", Peter y Mary Jane finalmente asisten al estreno de la nueva película de MJ, y Peter conoce a Cage McKnight, todavía sin saber su verdadera identidad. MJ le dice a Mysterio que le dirá la verdad a Peter más tarde esta noche. Peter tiene su propia sorpresa ya que planea proponerle matrimonio a Mary Jane cuando termine la película, pero los Seis Salvajes aprovechan la oportunidad para atacar, ansiosos por probar la venganza contra Mysterio. Mientras la multitud en el cine se dispersa, Mary Jane se detiene para ayudar a las personas que se han caído y se mantiene firme frente a la Tarántula. Peter cambia a Spider-Man y viene a rescatarla. El Doctor Octopus y los cuatro de su equipo atacan el teatro. Mysterio ayuda a Mary Jane, exponiendo su identidad a Peter y los equipos Sinister y Savage. Mary Jane le confiesa a Peter, preocupado, que ella sabía quién era Mysterio desde el principio y responde por él. Mysterio intenta decirle a Peter que el trato de él y Mary Jane con Mephisto es el culpable de todo lo que está sucediendo actualmente, pero Peter está demasiado distraído por las facciones en guerra. Otto le ofrece a Beck la oportunidad de unirse a los Seis Siniestros, siempre y cuando los ayude a capturar a Mary Jane. Mysterio escapa, llevándose a MJ con él, prometiéndole que "el diablo recibirá lo que le corresponde".Beck lleva a Mary Jane a sus antiguos estudios, le revela su fallecimiento anterior y su descenso a los infiernos, pero que Harry Osborn le ofreció la oportunidad de tener una vida renovada. Beck hizo lo que le indicaron y "cumplió sus órdenes". A cambio, Kindred abrió nuevos mundos para que Beck los explorara, como el Universo Ultimate. Con el tiempo, las visitas de Kindred se volvieron menos frecuentes y Beck bajó la guardia, creyéndose libre, hasta que Kindred volvió a ser útil para él. Beck luego le revela a Mary Jane que él jugó un papel decisivo para ayudarla a aceptar la "muerte" de Harry en su apariencia del Doctor Ludwig Rinehart, aunque Mary Jane apenas puede recordar esto. A pesar de las súplicas de Mary Jane, Mysterio permanece leal al plan de Kindred y la deja a merced de su amo.Kindred se desenmascara para revelar los rasgos de lo que parece ser Gwen Stacy, pero que en realidad es la cáscara de Sarah Stacy, la supuesta hija de Gwen y Norman Osborn. Mary Jane descubre que Kindred sigue siendo Harry usando el cuerpo de Sarah como anfitrión, y que ni ella ni su hermano Gabriel nunca fueron verdaderamente hijos de Norman o Gwen, sino clones creados por una versión de Harry con inteligencia artificial. Mary Jane también descubre que Mysterio manipuló sus recuerdos disfrazado de su terapeuta, lo que la llevó a creer que los gemelos clonados eran hijos de Gwen. Kindred le dice a Mary Jane que ha llegado el momento de enfrentar sus propios pecados y abre una puerta al Infierno.Mary Jane huye a uno de los portales de Kindred y llega a la casa de Sarah y Gabriel en París, donde atiende a Peter, afligido. Ella y Peter bromean brevemente hasta que llega Norman para advertirles que Sarah y Gabriel se están preparando para tenderles una emboscada. Mientras Peter se defiende de los gemelos Kindred, Norman le admite a Mary Jane que hizo un trato con Mephisto, a lo que MJ reacciona con sorpresa. El hijo de Norman, Harry, que ahora se revela como un clon del original, llega para ayudar a inclinar la balanza en el conflicto de Peter con Kindred, pero finalmente, y brutalmente, es asesinado. Peter también finalmente es enterrado bajo los escombros. Mary Jane viene a rescatarlo. Su inquebrantable compromiso mutuo libera a los espíritus de los Vástagos de la influencia de Mephisto, y a las gemelas Stacy finalmente se les permite morir. En Las Vegas, Doctor Strange está involucrado en una táctica de alto riesgo con Mephisto para liberar el alma del verdadero Harry Osborn de las garras del diablo. Al tener éxito, Strange le pregunta a Mephisto por qué ha intentado reclamar a Peter Parker. Mephisto revela que prevé un futuro en el que Peter lo derrotará y pondrá fin a su reinado sobre la Tierra. Cuando el Doctor Strange se marcha, le recuerda a Mephisto que el amor que Peter comparte con sus seres más cercanos siempre mejorará su vida y hará que cada uno de ellos sea mejor. La visión del futuro de Mephisto cambia para mostrar que es una Mujer Araña pelirroja, no Peter, quien finalmente frustra el reinado del diablo. Mary Jane y Peter regresan a casa para sanar y afrontar el amanecer de un nuevo día juntos como una pareja amorosa y aparentemente "inquebrantable".

### Spider-Man Beyond
A raíz de la muerte de Harry, Mary Jane le aconseja a Peter, en duelo, que tal vez dedique algo de tiempo a procesar adecuadamente la pérdida y tomarse un descanso de ser Spider-Man. Sin embargo, antes de que Peter pueda considerar estos planes, se ve atrapado en una batalla con los peligrosos U-Foes que lo incapacitan y lo llevan a su hospitalización.Su clon Ben Reilly se pone en contacto con Mary Jane y May Parker. Mary Jane está enojada con Ben y cree que él es el responsable de la situación de Peter. Luego, Peter entra en coma, no sin antes darle a Ben su bendición para tomar las riendas como Spider-Man en su ausencia.
Peter finalmente se recupera y despierta de su coma, Mary Jane continúa cuidándolo y en un momento lo salva de un asesino en serie que acecha las salas del hospital.
La condición de Peter finalmente atrae a Felicia Hardy, y ella y Mary Jane se unen para salvar a Peter de las garras del criminal The Hood, que necesita su capa. Lo localizan en la sede de Tombstone. Mary Jane se disfraza de Gato Negro y recupera la capa, luego los dos la devuelven a The Hood, donde termina devorándolo. Peter, dormido todo el tiempo, se despierta y encuentra a Mary Jane y Felicia presentes, pero cree que es un sueño recurrente que tiene con las dos mujeres y les pide que sean "gentiles" con él. Mary Jane y Felicia luego bromean sobre su interés mutuo en Peter en los tejados, y Felicia admite lo "perfecto" que es MJ para Peter.
Mary Jane regresa a casa, donde se enfrenta a la novia de Ben Reilly, Janine Godbe, también conocida como Elizabeth Tyne, quien está en posesión de un disco duro proporcionado por Otto Octavius que detalla la agenda oculta de la corporación Beyond, que actualmente emplea a Ben. Mary Jane lleva a Janine al Daily Bugle, pero se enfrentan a la Reina Duende, también conocida como la Doctora Ashley Kafka, la psiquiatra de Ben, infectada con todo el pecado de Norman Osborn. Ben Reilly logra salvarlo, pero debido a que la corporación Beyond está manipulando su mente para hacerlo más controlable, Ben ha olvidado cómo ser desinteresado y responsable, por lo que decide salvar solo lo que es más importante para él y huye con Janine, dejando Mary Jane a merced de Kafka.Antes de que Kafka pueda usar su "mirada de duende" sobre Mary Jane para sacar a relucir sus ansiedades y miedos más íntimos, Felicia los interrumpe. Kafka, en cambio, usa su mirada sobre Felicia y sus efectos la obligan a suicidarse. Sin embargo, Felicia es salvada por Peter. Mary Jane le entrega el disfraz de Peter y él se viste para enfrentarse a Kafka.Después de que Peter derrota a la Reina Duende, Mary Jane le dice que vaya a buscar a su "hermano" Ben.
Poco después, Peter no logra salvar a Ben de las manipulaciones de la corporación Beyond, negarle a Ben la oportunidad de recuperar sus recuerdos perdidos lleva a que Peter sea golpeado profundamente por su antiguo aliado. Mary Jane ayuda a Peter a llorar la pérdida de Ben y le ayuda en su recuperación física. Pasan las semanas y, después de completar una sesión en su apartamento, Mary Jane le pregunta a Peter si le gustaría quedarse con ella, no sólo por hoy, sino para siempre, creyendo que ha llegado el momento una vez más de compartir sus vidas juntos. Peter acepta fácilmente, sólo para que los dos sean interrumpidos por un misterioso ser bañado en luz. El ser le dice a Peter que un camino de sangre lo ha llevado hasta su puerta y que Peter debe ir con él.

### Seis Meses Después/Gala Hellfire
Tras un incidente que diezma una sección de Pensilvania, Peter se encuentra alejado de la comunidad de superhéroes y en malos términos con Mary Jane. Los dos se separaron y Mary Jane ahora aparentemente está saliendo con un hombre llamado Paul, y los niños ven a Mary Jane como una figura materna, y la hija se parece mucho a ella.A pesar de su falta de comunicación, Mary Jane todavía muestra preocupación por Peter cuando Felicia Hardy la visita y le pregunta sobre su paradero actual.
Algún tiempo después, Mary Jane y su tía Anna se han convertido en embajadoras de la marca de los tratamientos médicos proporcionados por la nación insular mutante de Krakoa, y Anna, enferma, ahora sufre demencia. Mary Jane organiza una reunión con Norman Osborn para verificar que los tratamientos sean seguros de usar. En Oscorp, se encuentra con Peter, quien se disculpa por intentar llamarla de forma rutinaria cuando no quería que la contactaran. Mary Jane acepta sus disculpas e intenta decirle algo sincero sobre cómo se siente actualmente cuando Paul los interrumpe. Se da a entender que Pablo ha tenido un encuentro visceral con Pedro en el pasado. Mary Jane y Paul se van, y MJ le dice a Paul que tiene las seguridades que necesita para probar los medicamentos y hace los preparativos para asistir a la anual Gala Hellfire.
Más tarde, MJ encuentra a un intruso en la casa de su tía, la antigua aliada de los X-Men convertida en némesis, Moira MacTaggert, quien la ataca y la deja inconsciente, con la intención de ocupar su lugar en la Gala disfrazándose de ella.
Utilizando a Mary Jane como una "títere de carne", Moira se infiltra en la Gala e interactúa con varios asistentes, incluido su hijo Proteus y el exnovio de MJ, Peter. Finalmente, los X-Men descubren la verdad detrás de la infiltración de Moira, y Mary Jane se libera temporalmente del control de Moira para intentar advertir a Logan de su situación. Finalmente, Moira escapa de Krakoa junto con un clon de Mr. Siniestro llamado Doctor Stasis cuando Moira se pone del lado de Orchis solo para que Peter y Wolverine los sigan. Más tarde, se ve a Moria reuniéndose con Druig de los Eternos revelando los secretos de los protocolos de resurrección de los Cinco. Moira ha abandonado a Mary Jane, con la implicación de que ha matado al embajador de Krakoan.
Sin embargo, este no es el caso y Peter y Logan pueden rescatar con éxito a Mary Jane. Al regresar a Nueva York, Peter se ofrece a hablar con Mary Jane, pero ella se niega. Peter pregunta si es por Paul. Cuando ella confirma que esto es así, Peter desafía a MJ sobre sus sentimientos por Paul, pero MJ, enojada, dice que esto no se trata de él, sino de algo que ella pensó que él entendía la responsabilidad, y se aleja.

### Dark Web
Mientras los amigos de Peter se reunieron en el Coffee Bean para honrar la memoria de Harry Osborn, dos veces muerto durante la "Dark Web", Mary Jane decidió que ahora era el momento adecuado para hacer las paces con Peter y le preguntó si podía compartir un café con él.
Poco después de la fiesta, Mary Jane regresó a casa, donde ella y su familia fueron atacados por demonios que poseían los muebles. Felicia Hardy llegó a la escena con la intención de comprobar el bienestar de MJ, sólo para encontrar a MJ defendiendo a su familia con poderes recién adquiridos. La naturaleza exacta de las habilidades de MJ está determinada por pura casualidad y ella no tiene control sobre cuáles se manifestarán. Cuando Felicia, curiosa, se burló de Mary Jane sobre sus poderes, ella se negó a revelar de dónde venían los poderes y que Peter, que los desconoce, nunca debe saberlo. Mary Jane le pide a Felicia que tenga cuidado con Peter, antes de que ambos sean transportados al Limbo, donde se encuentran con el Conde Belsaco. Belasco le revela a la Gata Negra que la convocó allí por una razón y considera a MJ "un bono encantador".Durante la cena, les explica que una vez tuvo una Espada del Alma que hizo con la ayuda de los Dioses Mayores, y que solía gobernar el Limbo hasta que los Dioses se la confiscaron como castigo y Magik lo derrocó con su propia Espada del Alma. Los Dioses Mayores pusieron la espada en el Castillo de los Gritos, un lugar al que nunca pudo llegar hasta que la invasión demoníaca de Nueva York por parte de Chasm y Madelyne Pryor creó una oportunidad para él. Quería que los dos le robaran la espada para poder reconquistar el Limbo y acordó enviarlos de regreso a la Tierra una vez que lo hubieran hecho. Al entrar al castillo, los dos son atacados por los prisioneros caníbales del castillo, y Mary Jane usa sus poderes a regañadientes después de explicarle a la Gata Negra que sus poderes funcionan creando una ruleta y que no está segura de qué pasará si obtiene tres calaveras. Los caníbales los persiguen hasta un pozo sin fondo, pero Mary Jane y Gata Negra son salvadas por S'ym.

### El Secreto de Paul Rabin
Unos meses después de la terrible experiencia en el Limbo, Mary Jane se prepara para un viaje al parque con su familia, cuando de repente una tormenta de nieve azota la ciudad. En el centro de la tormenta de nieve hay un ser que los niños identifican como el "Hombre Scribble", MJ insta a Paul a llevar a los niños a un lugar seguro mientras ella se dirige hacia la escena de la tormenta. Paul le dice a Mary Jane que "recuerde cómo funciona todo esto" y promete alcanzarla una vez que los niños estén a salvo. Mary Jane llama frenéticamente a Peter por teléfono y le dice que "él" ha regresado.
Este individuo es Benjamín Rabin, el emisario del dios maya del mal Wayeb'. Es él quien se enfrentó a Peter y MJ en su apartamento al cierre del evento 'Beyond' hace un año.Después de luchar contra Spider-Man en Nueva York, Rabin marcó a Peter y Mary Jane con la marca del sacrificio y los envió a un futuro alternativo. Allí fue donde Peter y MJ conocieron a Paul. Paul explica que Spider-Man es crucial para completar una ceremonia que permitirá a Wayeb' tomar el control de la Tierra, desarrolla un dispositivo con el que transportarlo de regreso a la Tierra, Peter insiste en que Mary Jane regrese, pero cuando Wayeb' los ataca, Mary Jane activa el dispositivo de teletransportación y envía a Peter de regreso, partiendo a Wayeb' por la mitad. Mary Jane queda atrapada en el otro reino con Paul mientras Peter y lo que queda de Wayeb caen a la Tierra, creando el cráter en Pensilvania.Debido al paso alternativo del tiempo en la dimensión de Paul, Mary Jane pasa cuatro años allí y ella y Paul dependen el uno del otro para sobrevivir, y finalmente adoptan dos niños pequeños, a quienes Mary Jane llama Romey Stephanie Watson y Owen Watson. Peter, con la ayuda de Norman Osborn, pudo regresar a buscarlos, solo para encontrar que MJ no estaba dispuesta a separarse de su nueva familia. Sin que MJ ni Peter lo supieran, esto se debió a una maldición infligida a Mary Jane por Rabin, quien oró a sus dioses para que MJ, con el tiempo, llegara a "aceptar las cadenas" que la atan. Peter finalmente deduce que Paul es en realidad el hijo del universo alternativo de Rabin el Emisario, Mary Jane revela que Paul le confesó esto y que Paul está tratando de compensar el papel que desempeñó al ayudar a su padre a arrasar el mundo del que vino. En el presente, Rabin planea la muerte de la "mujer escarlata" para poder ascender a la divinidad.En la batalla final con Rabin, Peter descubre que Mary Jane tiene poderes y Ms. Marvel muere protegiéndola de Rabin, quien a su vez es asesinado por el espíritu de Wayeb por hacer el sacrificio equivocado. Se revela que Stephanie y Owen son construcciones mágicas creadas por Rabin, las "cadenas" de las que habló y desaparecen. Ahora libre de grilletes, MJ llora junto con Peter y Paul.
Al no querer vivir en su apartamento sin los niños, Mary Jane y Paul se mudan con la tía Anna de MJ. Mary Jane y Peter pronto reparan su amistad una vez más y Peter ayuda a MJ con las celebraciones del cumpleaños de Anna. Sin que MJ lo sepa, la organización terrorista mutante Orchis ha asociado el suministro de medicinas krakoanas de su tía con un código de muerte que convierte a Anna en una bestia salvaje con el asesinato en mente. Peter y MJ pueden someterla usando las pastillas para dormir de MJ y enviarla a Ravencroft.

### Debut como Jackpot
Enfrentada a una depresión severa por la pérdida de Owen y Stephanie, Mary Jane recibe la visita de Felicia Hardy, que acaba de terminar su propia relación con Peter. Ella convence a MJ de usar la tecnología de su reloj especial para ayudar a otros necesitados. Felicia le proporciona un disfraz a Mary Jane. MJ escucha una conmoción afuera y admite que finalmente comprende el mantra de Peter de que "Un gran poder conlleva una gran responsabilidad". Ella se dirige a la ciudad como su nuevo alter ego disfrazado, Jackpot.
Poco después, Norman Osborn se acerca a Mary Jane y Paul y les advierte que Peter Parker los está persiguiendo. Peter, habiendo sido infectado con los pecados del ex Duende Verde, ataca a los dos mientras huyen en el auto.
Mary Jane se enfrenta a Peter, quien después de darse cuenta de que ella fue quien inició la relación con Paul, amenaza vengativamente con hacerla pagar por traicionarlo. Luego, Peter intenta matar a Paul, a quien Mary Jane logra rescatar utilizando los poderes de su reloj tecnológico. Cuando la Reina Duende interfiere e intenta matar a Peter, Mary Jane previene el ataque y lo protege, lo que permite a Norman y Kraven el Cazador lograr eliminar los pecados de Peter. Tras la eliminación de los pecados, Mary Jane consuela a un Peter arrepentido, quien no lo culpa por la terrible experiencia que acaban de pasar, y los dos finalmente comienzan a reconectarse emocionalmente.

## Poderes y habilidades
Durante muchas décadas, Mary Jane no tuvo superpoderes y fue simplemente una talentosa modelo, actriz y empresaria.Después de sus experiencias en otro mundo, Mary Jane regresó con tecnología que le permitió aprovechar habilidades especiales, con el inconveniente de que sus habilidades pueden ser aleatorias, desde adquirir habilidades físicas sobrehumanas hasta básicamente convertirse en masilla viviente.

## Otras versiones

### Exiliados
Además de su encarnación general, Mary Jane Watson ha sido representada en otros universos ficticios. En una realidad visitada por los Exiliados, donde era Spider-Woman, tuvo una relación con el miembro de Exiliados, Sunfire (Mariko Yashida).

### Casa de M
La versión de la serie Casa de M 2005 de Mary Jane es una actriz de fama mundial, y es una de las pocas personas que le gusta a la población de mutantes. Ella ha coprotagonizado películas con Spider-Man, que ha llevado a la población de mutantes a creer que él es un mutante, cuando en realidad no lo es. En su última película, interpreta a la esposa de Spider-Man en la vida real, Gwen Stacy.

### Tierra X
En esta realidad, Mary Jane terminó teniendo cáncer en lugar de habilidades sobrehumanas cuando las Nieblas de Terrigen desbloquearon la Semilla Celestial dentro de la Humanidad. Ella murió poco después, pero más tarde reapareció como una ilusión emitida por Spider-Man a Peter. También se hizo cargo de una versión más joven de May, que se vinculará con un simbionte dentro de unos años.

### MC2
En el universo MC2, que representa una línea de tiempo futura alternativa para el Universo Marvel, Mary Jane sigue casada con Peter Parker. El clon original de Peter, Kaine, reunió a Mary Jane con su hija en esta continuidad. Kaine había encontrado a la niña viviendo con agentes de Norman Osborn. La hija de Mary Jane se convirtió en Spider-Girl, alias May "Mayday" Parker. Muchos años después, después de un embarazo complicado, Mary Jane daría a luz a un hijo pequeño, Benjamin. Es una respetada diseñadora de modas y empresaria, y abrió secretamente una tienda que vende mercadería relacionada con Spider-Girl para pagar la educación de May y Ben. Ella se ha convertido recientemente en una consejera en la escuela de May, donde se entera del grupo anti-mutantes Humanity First. También se convierte en una figura materna de April Parker, la clon simbiótica inestable de Mayday durante un tiempo.

### Spider-Gwen
En Edge of Spider-Verse # 2 y en la serie en curso Spider-Gwen, se muestra que Mary Jane de Tierra 65 es la líder de una banda llamada Mary Janes, de la cual Gwen es miembro. La banda se convierte en una sensación nacional a través de descargas, aunque debido a la doble vida de Gwen como Spider-Woman, la turbulencia interna golpea a la banda. Después de una búsqueda fallida de un nuevo baterista para reemplazar a Gwen, Mary Jane y su compañera de banda Glory le ruegan que regrese.

### Spider-Man ama a Mary Jane
En Spider-Man Loves Mary Jane, Mary Jane sigue siendo una adolescente y el libro es principalmente un drama adolescente en lugar de un cómic de superhéroes, aunque tiene lugar en un universo de superhéroes con Spider-Man jugando un papel destacado. En esta continuidad, Mary Jane es la chica más popular en Midtown High (su escuela secundaria en Queens, NY) e incluso tiene el título de reina de regreso a casa. Ella está un poco enamorada de Spider-Man y los dos van a una cita. Después de su cita, se da cuenta de que preferiría estar con Peter Parker. La serie en curso fue precedida por dos series limitadas de cuatro temas, Mary Jane y Mary Jane: Homecoming, destinada a atraer a los lectores de manga femeninos y los fanáticos de las novelas de Mary Jane.

### Peter Porker, el espectacular Spider-Ham
Peter Porker, el espectacular Spider-Ham, Tom DeFalco y la parodia antropomórfica de Mark Armstrong de Spider-Man, presenta a Mary Jane como un búfalo de agua llamado "Mary Jane Waterbuffalo".

### Spider-Verse
En Edge of Spider-Verse # 4, la versión de Mary Jane aparece como Sarah Jane como la vecina de al lado de Patton Parnell (Peter Parker del universo).
En Tierra-001, el territorio de los Herederos, Mary Jane Watson aparece como una Gran Guardia del Salón.

## Apariciones en otros medios

### Televisión
- Mary Jane Watson apareció en el dibujo animado original de Spider-Man, con la voz de Peg Dixon. Ella apareció en el episodio "The Big Brainwasher" (basado en The Amazing Spider-Man # 59-61). A diferencia de su contraparte de cómics, ella es la sobrina del capitán de la policía Ned Stacy.
- Mary Jane Watson apareció en Spider-Man, la Serie Animada, con la voz de Sara Ballantine. Ella conoce a Peter Parker por primera vez en "El Regreso de los Spider-Slayers", donde May Parker establece a Peter en una cita a ciegas. En ese momento, el principal interés amoroso de Peter era Felicia Hardy y Peter no esperaba conocer a Mary Jane, pero se queda sin palabras al conocerla. En "El hombre sin miedo", Mary Jane revela algunos talentos de artes marciales. En el final de la temporada tres, Mary Jane es vista por última vez cuando el Duende Verde descubre la verdadera identidad de Spider-Man y la lleva al Puente George Washington. Spider-Man intenta salvarla, pero ella cae en un portal dimensional, creado por el acelerador de dilatación del tiempo robado del Duende. En la cuarta temporada, ella aparece viva y bien en el sitio de la batalla entre el Duende y Spider-Man. Ella reanudó su relación con Peter, quien finalmente revela la identidad secreta y se la propone. En el estreno de la quinta temporada, Mary Jane y Peter se casan y luego es secuestrada por Hydro-Man. Mientras está en cautiverio, Mary Jane descubre que posee poderes acuáticos como Hydro-Man, sin embargo, también descubre que ella y Hydro-Man son en realidad clones creados por Miles Warren, y que la polémica tecnología de clonación es inestable. Poco después, los cuerpos de Mary Jane e Hydro-Man comenzaron a sufrir el proceso de clonación imperfecto y se desintegraron. En la serie final, Madame Web promete a Spider-Man que se encontrará a la verdadera Mary Jane.
  - Esta versión de Mary Jane hace un cameo en el final de la primera temporada de X-Men '97. El creador de la serie, Beau DeMayo, confirmó que Peter encontró a Mary Jane algún tiempo después del final de la serie del 94.[98]
- Mary Jane Watson tuvo una pequeña aparición en la serie animada Spider-Man Unlimited, con la voz de Jennifer Hale.
- Mary Jane Watson aparece en Spider-Man: The New Animated Series, con la voz de Lisa Loeb. Ella aparece como la novia de vez en cuando de Peter Parker. Su pelo es más corto aquí que en cualquier otra versión. Iba a tener el pelo largo, pero había dificultades para renderizarlo con animación, así que se lo cortó.
- Mary Jane Watson aparece en la serie animada The Spectacular Spider-Man, con la voz de Vanessa Marshall.[99] A pesar de la descripción de la "maravillosa personalidad" de May Parker debido a esta descripción dada a aquellos que no son atractivos, Peter Parker finalmente la encuentra, y se sorprende por su belleza incluso mientras habla la famosa frase; "Acéptalo, tigre ... te acaba de tocar la lotería", donde se arregla para que asistan a una escuela de baile juntos. Mary Jane luego parece asistir a la misma escuela que Peter y Gwen Stacy. Más tarde entra en una corta relación romántica con Mark Allan.
- Mary Jane Watson aparece en la serie de dibujos animados Ultimate Spider-Man, con la voz de Tara Strong.[99] Esta versión, al igual que su encarnación definitiva, es una amiga de la infancia / mejor amiga de Peter Parker y una aspirante a periodista que sueña con reformar en Comunicaciones de Daily Bugle y rehabilitar la reputación de Spider-Man, amenazada por J. Jonah Jameson diariamente. Durante las temporadas uno y dos, ella inicialmente piensa que Peter y Spider-Man son dos personas (sin saber que ambas son una y la misma), es estudiante en la Escuela Midtown High, y también tiene a Harry Osborn y Flash Thompson como amigos / conocidos. Mary Jane es un objetivo ocasional para los personajes con superpoderes que Spider-Man encuentra: 
  - En la primera temporada, Ep. 1: Un Gran Poder, aparece siendo una estudiante normal en la secundaria Midtown, queriendo ser una periodista del Daily Bugle, antes de que llegaran tres de los Cuatro Terribles (Mago, Thundra y Klaw) para atacar la escuela. En el Ep. 2: Una Gran Responsabilidad, aparece con Peter después de que Harry Osborn fue herido por tres de los Cuatro Terribles, para entrevistar a Spider-Man (lo cual pensaría Peter, si ella lo reconociera). En el Ep. 3: El Terrible Doctor Doom, aparece cuando Peter ve a ella y Harry con Sam Alexander en su mesa y lo llama solo por su tarea. En el Ep. 4: Venom, aparece cuando Harry invita a todos para hacer una fiesta, antes de que el simbionte Venom ataque para poseer de una persona a otra. En el Ep. 6: Por Qué Odio Educación Física, aparece en la clase de gimnasia con Peter y sus amigos por un profesor de gimnasia (lo cual no sabe que es el Supervisor). En el Ep. 7: La Exclusiva, aparece para hacer una entrevista en vídeo con Spider-Man para conseguir una filmación más exclusiva para el Daily Bugle, cuando ve una batalla entre Hulk y Zzzax. En el Ep. 10: Un Día Peculiar, aparece en la escuela, al ver a Peter de forma rara (que no sabe que es Wolverine). En el Ep. 15: Solo para tu Ojo, aparece de cameo cuando Peter tiene la mente con Fury diciendo que no llegue tarde. En el Ep. 16: Abajo el Escarabajo, cuando Peter la acompaña en el Daily Bugle en una entrevista con J. Jonah Jameson, que no sabe que el Escarabajo está al acecho. En el Ep. 21: Soy el Hombre Araña, aparece en la obra musical de Spider-Man protagonizada por Flash Thompson antes de ser interrumpida por Trapster para provocar un caos y ser capturada por él después de defenderse golpeando sus testículos.
  - En la segunda temporada, Ep. 9: Arresto Domiciliario, cuando aparece con Flash y unos amigos fuera en casa de Peter de hacer una fiesta, que este no sabe antes de ser activada por seguridad de adentro. En el Ep. 14: El Increíble Hulk-Araña, se ve con Peter en la escuela por su comportamiento, que no sabe que es Hulk en su cuerpo. En el Ep. 16: Stan a mi Lado, cuando ella, Peter y Harry se quedan después de la escuela para ponerse al día en química. Pero terminan luchando contra el Lagarto con la ayuda de Stan el Conserje. Trabajando juntos rescatan al director Phil Coulson que había sido secuestrado por el Lagarto.
  - En la tercera temporada, en el Ep. 3: El Agente Venom, aparece con Harry en ver a Peter exhausto y con Flash equipado en deporte, antes de que huyeran del Escarabajo, al saber que va tras Flash (teniendo el simbionte Venom en su pie izquierdo). En el Ep. 10: El Univers-Araña, Parte 2 (en Noir), cuando Spider-Man va a otro universo al seguir al Duende Verde, donde ve que ella ya es una reportera del Daily Bugle, en regresar con Spider-Man Noir, ya que en este mundo es su potencial interés amoroso. Ella es utilizada como cebo por el Duende Verde para que pueda robar el ADN de Spider-Man de este mundo, y le dice a Peter de este mundo que sus funciones como Spider-Man no le deben aislar de la gente que se preocupan por él. En el Ep. 15: Academia S.H.I.E.L.D. (Cameo), aparece solo en los recuerdos de Peter en sus momentos en la escuela Midtown. En el Ep. 21: El Ataque de los Sintezoides (Cameo), aparece solo en la pesadilla de Peter siendo Spider-Man.
  - En la cuarta temporada, el Ep. 13: La Saga Simbionte, Parte 1, solo aparece hablando con Peter como Spider-Man, estando con Harry inconsciente (debido al Anti-Venom) en el penthouse de Oscorp, haciéndole compañía. En el Ep. 14: La Saga Simbionte, Parte 2, aparece hablando con Peter como Spider-Man, estando con Harry inconsciente en el penthouse de Oscorp, al observar en ser invadido por muchos Carnage, al ver que Harry despertó volviendo a ser el Anti-Venom, llega corriendo hacia Spider-Man con su equipo de héroes y el Capitán América y dar a los ciudadanos de Nueva York, la oportunidad de escapar de los simbiontes Carnage, Capa y Daga la llevan a la preparatoria Midtown para difundir el mensaje que especifica en una ruta segura. En el Ep. 15: La Saga Simbionte, Parte 3, cuando el simbionte Carnage se hizo grande y cae a la preparatoria Midtown, Mary Jane se convierte en la Reina Carnage,[100] lo cual, Spider-Man, el Agente Venom y Harry (después de ver a Peter como Spider-Man y Flash como el Agente Venom) como el Patriota de nuevo, se unirán para salvarla, pero Morbius el Vampiro y Calavera de HYDRA, planearan en controlarla y usarla para exparcir a todo el mundo con drones Carnage. Spider-Man rompe el dispositivo de control mental, la Reina Carnage se defiende de Calvera luego de que escapara y Morbius drena su energía pero ella es la que lo absorbe. Cuando al no tener opción, Spider-Man, Agente Venom y el Patriota revelan sus identidades como Peter, Flash y Harry a Mary Jane en romper su conexión con el simbionte Carnage y la llevan al Triskelion de la Academia S.H.I.E.L.D. para una revisión y afirma que no está enojada con Peter que mantuvo su identidad en secreto de ella, y ambos parecen tener sentimientos ocultos el uno al otro en sus ojos. Sin embargo, cuando Peter se va, su ojo se muestra que el simbionte puede ser que todavía está intacto con ella. En el Ep. 18: Regreso al Univers-Araña, Parte 3 (en Noir), Mary Jane aparece de nuevo como reportera del Daily Bugle, pero se revela que ella murió como resultado de una guerra de bandas entre el Sr. Fixit y Hammerhead. Su lucha causó un edificio de venirse abajo, y ella fue a rescatar a algunos de los residentes. Sr. Fixit trató de sostener la edificación de salvarla, pero fracasó. En el Ep. 21: Los Destructores de Arañas, Parte 1, Mary Jane pasea en el Central Park con Peter, al saber que es Spider-Man que cuenta sus momentos, hasta que encuentran un Spider-Man echado al árbol creyendo ser una broma, pero resulta ser un clon de sí mismo, llamado Kaine teniendo hambre y drena sus energías a cada uno. Al escapar, Mary Jane y Spider-Man los siguen hasta el callejón, y desaparece. Mary Jane encuentra un ladrillo suelto que activa una puerta secreta, bajan y se encuentran en un laboratorio secreto abandonado de HYDRA, que descifran los archivos con el ADN de Spider-Man llamado "Proyecto Kaine", hasta que Kaine aparece con sintezoides que los toca se vuelven Spider-Man cada uno. Mary Jane ayuda a Spider-Man sacando a Carnage en su interior al controlarlo y se convierte en Spider-Woman (también denominada como Spider-MJ (similar a la de Flash Thompson en su transformación como el Agente Venom)), gracias a un experimento realizado por el Dr. Connors, siendo más rápida y fuerte con grandes habilidades, en destruir a los clones y sabe el lema de Peter que "Un gran poder conlleva una gran responsabilidad". Hasta que descubren otro pasadizo por debajo y quién estuvo detrás de esto, es el Doctor Octopus, pero Kaine aparece al enfrentarse y drena la energía de Spider-Man y Spider-Woman, pero son salvados por Araña Escarlata que escucho sobre él, estando vivo y busca respuestas sobre su pasado al vengarse de Ock, descubren otra puerta secreta hacia un elevador, y se encuentran con el Doctor Octopus que activa clones de Araña Escarlata. Al derrotarlos, escuchan sobre Araña Escarlata como fue creado y la respuesta esta en la isla HYDRA, pero luego, Spider-Woman y Spider-Man son detenidos por Araña Escarlata para que no se interpongan en seguirlos y se lleva a Ock al mar en un submarino hacia la isla HYDRA hundida, Spider-Man le dice a Spider-Woman que vaya a traer a la Red de Guerreros en busca de ayuda, ya que, finalmente, considera unirse como ella dice "nuestro equipo". En el Ep. 22: Los Destructores de Arañas, Parte 2, Mary Jane llega al Triskelion, diciéndoles al Agente Venom, Araña de Hierro y Chico Arácnido que Spider-Man los necesita, que está con el Doctor Octopus y Araña Escarlata, pero al no dejarla ir para ayudar, les muestra su transformación como Spider-Woman al mostrar su gran fuerza. Al llegar a la isla HYDRA que resurgió, se enfrentan a los Spider-Slayers de Arnim Zola, pero son liberados de su control y ahora Ben los controla, pero los Spider-Slayers se disuelven al derretirse y los ponen en contenedores para salvarlos y escapan de la isla HYDRA al hundirse de nuevo. Ella se acostumbra al ser ahora una superheroína arácnida. En el Ep. 23: Los Destructores de Arañas, Parte 3, aparece con la Red de Guerreros al traer a Araña Escarlata y los Spider-Slayers al Triskelion hasta que ve a Nova en atacar a Escarlata, Puño de Hierro, Power Man y Chica Ardilla atacan a los Spider-Slayers al saber ellos que Araña Escarlata fue el espía del Doctor Octopus que supo la identidad de Spider-Man, puso en peligro a la academia S.H.I.E.L.D. y a la Tía May, en no confiar en él, pero al detenerlos, saben que están en contra de él, hasta el Agente Venom. Cuando el Triskelion está en encierro, encuentra inconsciente a Araña de Hierro, Power Man, Puño de Hierro y Nova. Ella va con Spider-Man, Agente Venom, Araña Escarlata, Chico Arácnido y Chica Ardilla a investigar pistas sobre un intruso, y descubren que es Kaine estando deformado, que los ataca y drena su energía estando inconsciente. Hasta que se recupera, se reúne con la Red de Guerreros para enfrentarse a Kaine y los Spider-Slayers, hasta que se unen formando The Ultimate Spider-Slayer. Cuando ve al Agente Venom que decide en salvar a Araña Escarlata al ser capturado por Kaine, usando el transmisor de energía para sobrecargarlo desde adentro hasta explotar. En el Ep. 25: Día de Graduación, Parte 1, ella hace equipo con el Agente Venom, Araña de Hierro, Chico Arácnido y Araña Escarlata en ayudar a Spider-Man para proteger a la tía May y encontrar al Doctor Octopus, hasta que se enfrentan a Rhino y lo derrotan, pero el Doctor Octopus llega por sorpresa y también lo derrotan. En la ceremonia de graduación, es atrapada con todo el equipo por un campo de fuerza en el Triskelion por el Doctor Octopus siendo una trampa. En el Ep. 26: Día de Graduación, Parte 2, estando encerrada con el equipo por un campo de fuerza en el Triskelion al ser aplastados, pero Spider-Man los liberó por la cooperación del Doctor Octopus. Al final, asiste a la academia S.H.I.E.L.D. con otros estudiantes nuevos como el Patriota, Alex, Adrian y Francis Beck al ver a sus maestros que son el Agente Venom y Araña Escarlata.
- Mary Jane Watson aparece en la serie animada Spider-Man de 2017. Ella es vista por primera vez en el episodio "Venom" como la mascota de la escuela Midtown High con un traje de tigre de cuerpo entero. Ella ayuda a Spider-Man a derrotar al simbionte Venom haciendo que la multitud use sus cuernos de aire en Venom. Ella hace su aparición completa en la temporada de Maximum Venom con la voz de Felicia Day.[101] En "Spider-Man Unmasked", Mary Jane ayuda a convencer a Peter de que se reconcilie con Gwen Stacy y Anya Corazón sobre mantener su identidad como Spider-Man en secreto para ellos. Única en el programa, se revela que es una morena en lugar de una pelirroja en los cómics, que se parece más a su contraparte del videojuego Spider-Man 2018.
- Mary Jane también está en Marvel Rising: Iniciación (un vínculo con Marvel Rising: Secret Warriors), expresada nuevamente por Tara Strong. Al igual que su contraparte de la Tierra 65, es parte de una banda musical y es una de las amigas de Gwen Stacy.

### Películas

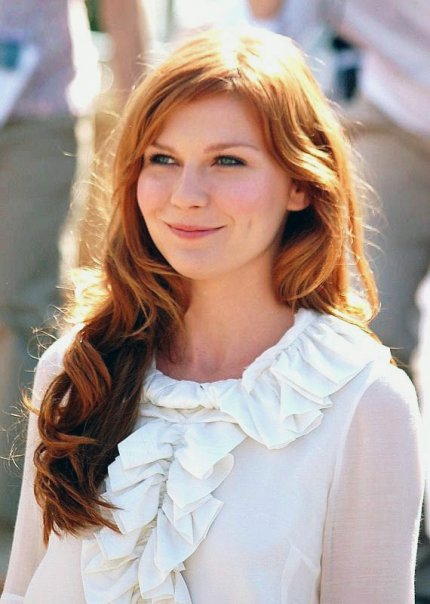
Kirsten Dunst interpretó al personaje en la trilogía de Sam Raimi.

- En los tres largometrajes de Spider-Man dirigidos por Sam Raimi (2002–2007), Mary Jane Watson fue interpretada por Kirsten Dunst.
  - En el largometraje Spider-Man de 2002, Mary Jane es la afición de la infancia y la preparatoria de Peter Parker, y la novia de preparatoria de Flash Thompson. Desesperada por escapar de su padre abusivo y alcohólico y buscar un futuro más feliz, ella rompe con Flash después de graduarse, y una aspirante a actriz que espera mesas para mantenerse. Ella sale con Harry Osborn, el mejor amigo de Peter que conoce el interés de Peter en ella, pero observa que Peter nunca la ha invitado a salir. Primero desarrolla una atracción por Spider-Man, después de que este último la rescata repetidamente, primero del Duende Verde y luego de los matones en un callejón (después de que ella golpeé a uno en los testículos) después de lo cual comparten un beso. Ella también se acerca más a Peter, y en respuesta, Harry rompe con ella. Cuando Norman Osborn deduce la identidad de Spider-Man, Mary Jane es secuestrada, y en una recreación del secuestro de Gwen Stacy por parte del Duende de la historia de los cómics, la mantiene en la cima de un puente de la ciudad, pero Spider-Man la rescata. Mary Jane y Peter luego comparten un beso cuando le dice a Peter que lo ama, pero Peter, temiendo que una relación entre ellos la ponga en peligro, la rechaza. La desconsolada Mary Jane se da cuenta de que su beso con Peter le recordó el que compartió con Spider-Man.
  - En la secuela de 2004, Spider-Man 2, Mary Jane, frustrada por la renuencia de Peter a estar con ella y la aparente falta de compromiso incluso como amiga (lo que ocurre cuando la lucha contra el crimen de Spider-Man se aleja de las actividades compartidas con ella), comienza una relación con John Jameson. Decidir que estar sin ella es un costo demasiado alto, Peter decide abandonar el ser Spider-Man, a pesar de que Mary Jane acepta una propuesta de matrimonio de John. Sin embargo, Mary Jane se da cuenta de que realmente no ama a John. Después de que el Doctor Octopus secuestra a Mary Jane, Spider-Man la rescata, y durante una lucha con Doc Ock, se desenmascara frente a Mary Jane, confirmando lo que sospechaba. Al negarse a dejar que los peligros potenciales se interpongan en el camino de su felicidad, Mary Jane rompe con John y comienza una relación con Peter.
  - En la película de 2007, Spider-Man 3, Peter decide proponerle matrimonio a Mary Jane, su futuro se ve complicado por los contratiempos profesionales sufridos por Mary Jane, una rivalidad por los afectos de Peter en la forma de Gwen Stacy, manipulación por parte del intrigante Nuevo Duende en busca de venganza. y por los cambios de comportamiento en Peter que son provocados por el encuentro de Peter con el simbionte. Después de que Peter se deshace del simbionte que cae en manos del exfotógrafo Eddie Brock para vincularse, Venom secuestra a Mary Jane. Spider-Man derrota a Venom, destruye el simbionte y rescata a Mary Jane. Al final, Peter y Mary Jane se reconcilian.
  - En la película de 2021, Spider-Man: No Way Home, Mary Jane no aparece en la película pero se menciona por Peter Parker en el otro universo, algún tiempo después de la muerte de Harry la relación se "complico" pero con el tiempo acabó reconciliándose.
- En octubre de 2012, se confirmó que Shailene Woodley interpretaría a Mary Jane Watson en The Amazing Spider-Man 2.[102] Sus escenas se eliminaron posteriormente de la película, con el director Marc Webb explicando esto como "una decisión creativa para racionalizar la historia y centrarse en Peter y Gwen y su relación".[103] A pesar de esto, Woodley fue planeado repetir su papel como Mary Jane para futuras instalaciones, comenzando con The Amazing Spider-Man 3. Sin embargo, con el acuerdo de Sony con Marvel Studios y Disney, que resulta en la cancelación de la serie Amazing Spider-Man, estos planes no se han realizado.
- Zoë Kravitz proporcionó la voz de Mary Jane Watson en la película animada de 2018 Spider-Man: Un nuevo universo. En el universo principal de la película, estaba casada con Peter Parker antes de la muerte de su marido. Una versión alternativa de Peter que termina en el universo estaba previamente casada con su contraparte, pero se divorciaron después de que Peter temía tener hijos con ella. Después de la experiencia con Miles Morales y un encuentro con la viuda Mary Jane, el suplente Peter regresa a su propio universo y decide recuperar a su exesposa cuando fue visto visitando su apartamento con un ramo de flores.[104]
- En las películas de Marvel Cinematic Universe, Spider-Man: Homecoming (2017), Spider-Man: lejos de casa (2019) y Spider-Man: No Way Home (2021), el apodo "MJ" es utilizado por un personaje llamado Michelle Jones, un personaje original interpretado por Zendaya.[105] El productor Kevin Feige describió esto como "un homenaje divertido" a las aventuras pasadas de Spider-Man y su amor pasado.[106]En No Way Home mientras es interrogada por la policía se revela que su nombre completo es "Michelle Jones Watson" pero que prefiere no usar su apellido, la Mary Jane de Sam Raimi es mencionada mientras Norman Osborn pregunta a la variante alternativa de esta si se llama así, debido a que utilizan el diminutivo de "MJ", pero ella contesta que es "Michelle Jones".

### Videojuegos
Mary Jane Watson ha aparecido en numerosos juegos de vídeo de Spider-Man:
- En The Amazing Spider-Man vs. The Kingpin, Mary Jane Watson es secuestrada por Kingpin, y es colgada sobre un tanque de ácido. Ella es liberada si Kingpin es vencido en una cierta cantidad de tiempo. Si la lucha toma demasiado tiempo, ella cae a la muerte y, después de que Kingpin es arrestado por la policía, Spider-Man jura venganza. Si el jugador es derrotado en la batalla, tanto ella como Spider-Man mueren.
- Mary Jane Watson aparece en los finales de Spider-Man en Capcom de Marvel Super Heroes y Marvel Super Heroes vs Street Fighter.
- Mary Jane Watson aparece en el juego Spider-Man para Dreamcast, Nintendo 64 y PlayStation, con la voz de Jennifer Hale. Venom cree que Spider-Man robó un invento del Dr. Octavius (más tarde se revela que Mysterio es el ladrón real) y secuestra a Mary Jane en un intento de vengarse. Ella se mantiene en las alcantarillas y debe ser rescatada por Spider-Man.
- Mary Jane Watson aparece en Spider-Man: Mysterio's Menace. Mary Jane olvida comprar una pecera para los peces que ganó en un carnaval, y le pide a Peter Parker que recupere uno para ella al comienzo del juego. Al final, Peter obtiene uno para ella (el casco de Mysterio) y dice "Nunca sabrás el problema que tuve que pasar por esto".
- Mary Jane Watson aparece en el juego Spider-Man de 2002 basado en la película. Aunque Kirsten Dunst proporcionó el parecido, fue expresada por Cat O'Conner.
- Mary Jane Watson aparece en Spider-Man 2, donde Kirsten Dunst repitió el papel. En este juego, al igual que la película, no está al tanto de la identidad secreta de Peter hasta el final. Hay una breve historia adicional en la que Peter está tentado de abandonar el interés en Mary Jane debido a la posibilidad de una nueva relación con la Gata Negra, pero finalmente abandona esa relación cuando Peter se da cuenta de la importancia de la vida civil.
- Mary Jane Watson aparece en el videojuego Ultimate Spider-Man, con la voz de Andrea Baker. Ella aparece varias veces en el juego, ayudando a Peter Parker a investigar y descubrir información sobre los villanos que Spider-Man debe combatir. El juego termina con ella hablando con Peter. En la versión del juego de Nintendo DS, el jugador debe guardar un personaje sin nombre que tenga la ropa y el color de pelo de Mary Jane.
- Mary Jane Watson aparece en Spider-Man: Battle for New York.
- Mary Jane Watson aparece en Spider-Man 3. Al igual que en el juego basado en la primera película, ella no es expresada por Kirsten Dunst. Aquí, ella es expresada por Kari Wahlgren.
- Mary Jane Watson aparece en Spider-Man: Web of Shadows, con la voz de Dana Seltzer. A diferencia de la mayoría de sus apariciones en juegos de Spider-Man, participa activamente en una de las batallas contra jefes, eliminando enemigos con una escopeta mientras Spider-Man lucha contra un gato negro poseído por simbiontes. Al comienzo del juego, ella queda atrapada en el fuego cruzado durante una pelea entre Venom y Spider-Man y es internada en el hospital. Ella apareció con frecuencia durante el juego, donde sus escenas se basan en la elección del jugador. En un final de traje rojo, se une a Spider-Man en la web de Nueva York. En otra final de traje rojo, Spider-Man intentó llamarla para disculparse por sus propias acciones, pero no contestó y dejó un mensaje en su teléfono con la esperanza de que algún día perdonara lo que tenía que hacer. En un final del traje negro, Mary Jane abandona por completo a Peter por la disposición de usar el traje negro incluso después de prometerle lo contrario, particularmente cuando usa sus poderes para salvar a Gata Negra. En otra final de traje negro, Spider-Man jura recuperar a Mary Jane.
- Mary Jane Watson se menciona en Spider-Man: Shattered Dimensions. Ella es referenciada por Deadpool en el nivel Ultimate como una "pelirroja" que Spider-Man siempre está guardando. Deadpool acusa a Spider-Man de estar en un triángulo de amor con ella y Kitty Pryde, para gran vergüenza de este último.
- Mary Jane Watson aparece en el videojuego Spider-Man: Edge of Time interpretada por Laura Vandervoort. Mientras estaba temporalmente atrapado en el año 2099, Spider-Man descubre registros de la muerte de Mary Jane en el 'mejor momento' en un accidente en Alchemax, obligando al futuro Spider-Man a intentar salvarla. Después de rescatar a Mary Jane de un ascensor que cae, Mary Jane comenta que Miguel O'Hara es tan valiente y desinteresado como otro Spider-Man que conoce.
- Mary Jane Watson aparece en Lego Marvel Super Heroes con la voz de Tara Strong y hace un cameo en Lego Marvel's Avengers.
- Mary Jane Watson aparece en Spider-Man Unlimited, nuevamente interpretada por Tara Strong. Ella aparece en una situación no jugable que a menudo aparece en los diálogos de la línea de la historia. Ha recibido varias formas jugables en actualizaciones posteriores, incluidos sus poderes de Spider-Island, Spider-Armor y un traje de Regent Power.
- Mary Jane Watson aparece en Marvel Avengers Academy. Ella aparece como parte del evento de Spider-Man, y se le da la armadura Araña de Hierro para usar similar al arco de "Power Play" en los cómics.
- Mary Jane aparecerá en el próximo videojuego Spider-Man de 2018 con la voz de Laura Bailey.[107] Similar a su contraparte definitiva, ella es una periodista de investigación para el Daily Bugle. También se ha confirmado que se podrá jugar en algunas partes del juego, con MJ consciente de su doble vida como Spider-Man, pero sus frustraciones con su comportamiento protector lo llevaron a una ruptura. Sus deberes de información hacen que ella y Peter se crucen después de meses sin contacto, y ella se ofrece a trabajar junto con Spider-Man, como socio de pleno derecho, para investigar una nueva ola de delitos tras el arresto de Wilson Fisk. Durante la historia, ella y Peter luchan por definir su relación de forma romántica y como un dúo que lucha contra el crimen a medida que su trabajo los acerca. También aparece como un personaje jugable durante varias partes de juego de investigación de sigilo en la historia.[108]

### Música
- "Mary Jane" es la musa de la canción del mismo título del grupo de rock Tragicomi-K. Dicha canción aparece en varios de sus discos: "Diez años de tragedia (Gracias por la comedia)"(2010), "El club de los corazones rotos"(2011) y "En Iberi-K"(2012). El tema fue compuesto por Jose Riaza, Luis Kampa y Ray Hernández.

- En 2014 el cantautor español Jose Riaza vuelve a lanzar "Mary Jane" de Tragicomi-K en su disco en solitario "Cualquier tiempo pasado"(2014).